# Elettrojoyce (1996)
Elettrojoyce  è il primo disco degli Elettrojoyce, pubblicato da Ubik Musik nel 1996.

## Tracce
1. Disfatta domenicale – 2:56
2. Ultimatum – 5:05
3. Nessuno – 5:30
4. Balena – 2:56
5. Idioti – 4:05
6. Una giornata di sole – 3:29
7. Indietro – 3:57
8. Popolo torna giù – 3:34
9. I cuori – 5:15
10. Freddo – 4:11
11. Secondo occidente – 3:28

## Clip
1. Balena

## Formazione
Filippo Gatti, Andrea Salvati, Stefano Romiti e Fabrizio D'Armini.